# Bugedo
Bugedo ist ein Ort und eine Gemeinde (municipio) mit nur noch 189 Einwohnern (Stand: 2024) im Osten der Provinz Burgos in der Autonomen Gemeinschaft Kastilien und León.

## Lage und Klima
Der Ort Bugedo liegt ca. 4 km (Luftlinie) südwestlich des Ebro und damit auch der Grenze zum Baskenland bzw. knapp 77 km (Fahrtstrecke) nordöstlich der Provinzhauptstadt Burgos in einer Höhe von ca. 580 m. Die nächstgrößere Stadt ist Miranda de Ebro (ca. 10 km nordöstlich). Das Klima ist gemäßigt bis warm; Regen (ca. 720 mm/Jahr) fällt übers Jahr verteilt.

## Bevölkerungsentwicklung
| Jahr      | 1857 | 1900 | 1950 | 2000 | 2017 |
| Einwohner | 246  | 266  | 502  | 100  | 173  |

Die Mechanisierung der Landwirtschaft und die Aufgabe bäuerlicher Kleinbetriebe haben seit den 1960er Jahren zu einem Mangel an Arbeitsplätzen und zu einer Abwanderung eines Großteils der Bevölkerung in die Städte geführt (Landflucht).

## Wirtschaft
Die Region ist seit Jahrhunderten nahezu ausschließlich von der Landwirtschaft geprägt; große Bedeutung hat die Viehzucht. Auch der Tourismus (Vermietung von Ferienwohnungen) spielt eine immer wichtiger werdende Rolle.

## Geschichte
Funde aus keltischer, römischer, westgotischer und selbst aus islamisch-maurischer Zeit wurden auf dem Gemeindegebiet bislang nicht gemacht. Man nimmt an, dass die Gründung des Ortes im Zusammenhang steht mit der um die Mitte des 12. Jahrhunderts erfolgten Gründung des ca. 1 km südwestlich des Ortes gelegenen Prämonstratenser-Klosters Bujedo de Candepajares.

## Sehenswürdigkeiten

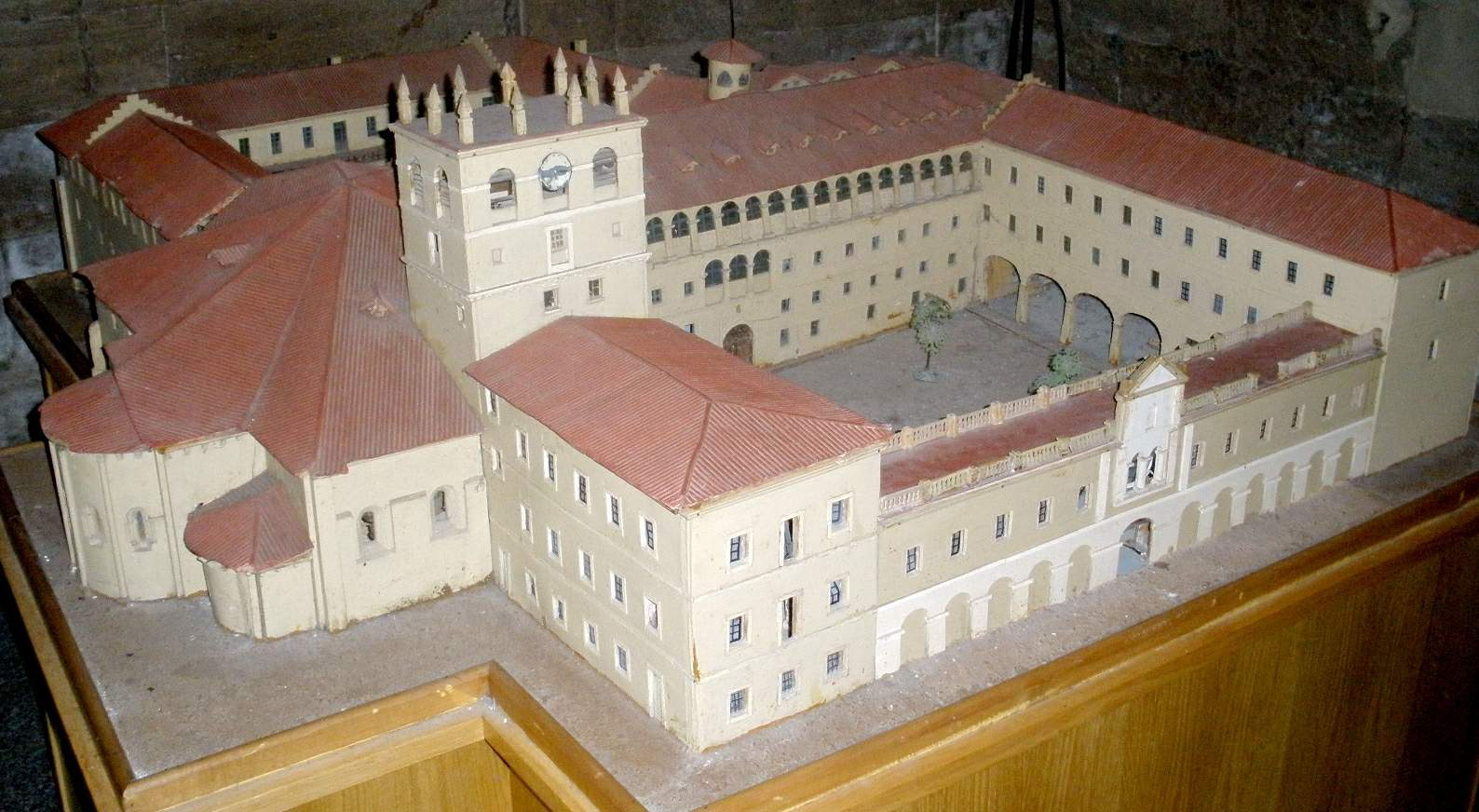
Bugedo – Modell des Klosters

- Die örtliche Pfarrkirche Santa María stammt aus dem späten 15. Jahrhundert, doch gibt es Hinweise auf einen Vorgängerbau.[5]

Umgebung
- Die Ruinen eines im 19. Jahrhundert erbauten Telegrafenturms sind weniger bedeutend.[6]
- Das bereits genannte Kloster Santa María de Bujedo de Candepajares verfügt nur noch über wenige romanische Teile. Die meisten Gebäude entstammen einer großangelegten Umbaumaßnahme des 18. Jahrhunderts.[7]